# Diplurodes parvularia
Diplurodes parvularia là một loài bướm đêm trong họ Geometridae.